# 青春ゲシュタルト崩壊
『青春ゲシュタルト崩壊』（せいしゅんゲシュタルトほうかい）は、丸井とまとによる日本の小説。
個性を押し殺して自分を見失い、自分の顔が見えなくなる「青年期失顔症」になった高校2年生の女子・間宮朝葉が同級生の男子・朝比奈聖たちとの出会いを経て自分を取り戻して成長していく物語が描かれる。
小説投稿サイト「野いちご」でケータイ小説として公開され、2021年の第5回野いちご大賞を受賞している。
2021年6月にスターツ出版から単行本が刊行され、2023年9月にはスターツ出版文庫として刊行され、2025年4月には野いちごジュニア文庫版が刊行された。
メディアミックスとしては、2022年にスターツ出版が美少女図鑑とタイアップした短編映画が配信されるなどした。2025年6月13日に映画版が公開された。

## あらすじ
高校2年の女子・間宮朝葉は、勉強も精一杯頑張って、部活でも本音を押し殺して周囲に合わせ、他の部員が嫌がる雑用もこなしている。しかし、不和が生じてしまっている1年生部員と2年生部員の仲を自分一人で取りもつ毎日を過ごしたりして、ストレスを抱え込むが、本音を飲み込むことに慣れてしまい、徐々に自分を見失っていく。
そんなある日、朝葉の様子を心配した部活の先輩・常磐に勧められ、顧問の桑野に部活の人間関係や悩み事を相談するが、全く理解してもらえず甘えだと決めつけられてしまう。そしてついに、朝葉は自分の顔が見えなくなる「青年期失顔症」を発症してしまう。
そんな時、同級生の男子・朝比奈聖が手鏡を割ったり、顔が見えるかなどと言い倒れ込んだ朝葉を青年期失顔症ではないかと心配し、養護教諭・雨村叶乃のところに運び込む。朝葉は、叶乃のカウンセリングを受けたり、聖に学校から連れ出してもらったりして少しずつ笑顔や自分を取り戻していく。

## 登場人物

### 主要人物
間宮朝葉（まみや あさは）
高校2年生。バスケ部。周囲に無理に合わせる形で、不和が生じた部員同士の橋渡しや雑用などを押しつけられている。
部活での人間関係の不和や強いストレスから自分を見失い「青年期失顔症」を発症してしまう。
朝比奈聖（あさひな ひじり）
朝葉とは小学校から一緒。金髪の外見で言葉使いは少し乱暴だが、朝葉に対しても細やかな気遣いをする。
中学の時に、青年期失顔症を発症した従兄・祈に寄り添うためにレギュラー確実と言われたサッカー部を辞めている。

### 平明高校
朝葉たちの通う学校。
金守杏里（かなもり あんり）
朝葉と同学年で隣のクラス。バスケ部では表面的には朝葉と一番仲が良い。勉強や部活でも朝葉に頼り切っている。
雨村叶乃（あめむら かなの）
20代半ばくらい。学校の養護教諭で叶ちゃん先生と呼ばれている。聖の従姉。青年期失顔症のカウンセリングもしている。
桑野（くわの）
バスケ部の顧問教師。過去に強豪校だった頃の感覚が忘れられず、練習に熱が入りがちになる。
朝葉が勇気を出して部活の人間関係や悩み事を相談するが、甘えだと決めつけてしまう。
若奈（わかな）
朝葉と同学年。バスケ部。朝葉よりも上手いが、顧問の桑野によると自己中心的なプレーが多いとのこと。
常磐（ときわ）
3年生。朝葉の部活の先輩。学年関係なくみんなに親切で優しく、困ったことがあれば相談に乗ってくれる。
部活での人間関係で限界を感じて悩む朝葉に気づいて、顧問の桑野に相談するよう勧める。
佑香（ゆうか）
3年生。朝葉の部活の先輩。
真縞（ましま）
1年生。バスケ部。3年生が引退したらレギュラー候補と噂がある。
中条月加（なかじょう つきか）
1年生。青年期失顔症を発症している。朝葉と何でも話せるほど親しくなる。「読書中毒」のため寝不足で倒れ、よく保健室に運ばれる。
水川（みずかわ）
朝葉と同じ学年の女子。高身長で中性的な顔立ちの人気者で憧れている女子も多い。青年期失顔症を発症してしまう。

### 聖・朝葉・月加の関係者
雨村祈（あめむら いのり）
聖の2歳上の従兄。叶乃の弟。高校1年の時、青年期失顔症を発症して一時期不登校になっていた。
朝葉の母
こうあるべきだという自身の意見を持っていて、朝葉に対して進学する高校や部活などをアドバイスし、朝葉も言いなりになっている。
朝葉の兄
朝葉の4つ年上の兄。音楽の専門学校を卒業後、ライブハウスと楽器店のバイトを掛け持ちして作曲家を目指している。母とは折り合いが悪い。
月加の妹
月加から趣味がないことを相談された時、「お姉ちゃんって自分がないの?」と言ったことが月加の発症のきっかけになっている。

## 書誌情報
- 丸井とまと『青春ゲシュタルト崩壊』
  - 2021年6月25日発売[6]、スターツ出版（単行本）、ISBN 978-4-8137-9087-7
  - 2023年9月28日発売[7]、スターツ出版文庫、ISBN 978-4-8137-1486-6
  - 2025年4月20日発売[8]、野いちごジュニア文庫、ISBN 978-4-8137-8207-0

## 配信映画
美少女図鑑による短編ドラマ制作プロジェクト「美少女物語」とスターツ出版のタイアップ企画として、約17分の短編映画が制作され、2022年9月1日に配信された。

### キャスト（配信映画）
- 間宮朝葉 - 松島かのん[14]
- 朝比奈聖 - 瀬﨑裕也[14]
- 杏里 - 夢七[14]
- 若菜 - 丸尾陽菜[14]

### スタッフ（配信映画）
- 脚本・監督 - 木下大樹[14]
- 撮影 - 貞永和寛[14]
- 録音・MA - 竹内勝一郎[14]
- ヘアメイク - 加藤知陽[14]
- 助監督 - 久光大翔[14]
- 主題歌 -「Gestalt」
  - 歌 - 美優、作詞 - 木下大樹、作曲 - 江口寛至[14]
- 編集 - 森本航洋[14]
- 音楽 - 江口寛至[14]
- プロジェクトマネージャー - 稲葉友紀乃[14]

## コミカライズ
2025年3月31日より上森優の作画で、ボーンデジタルとして双葉社のKoiYuiにてコミカライズされた。
- 原作：丸井とまと / 漫画：上森優『青春ゲシュタルト崩壊』2025年6月12日発売[16]、双葉社、ISBN 978-4-575-44086-7

## 映画
2025年6月13日に公開された。監督は鯨岡弘識、主演は佐藤新 (IMP.)と渡邉美穂。
神奈川県の湯河原町などをロケ地としており、劇中の学校の場面は2024年9月下旬より湯河原中学校で撮影が行われた。

### キャスト

#### 主要人物（映画）
朝比奈聖（あさひな ひじり）
演 - 佐藤新 (IMP.)（幼少期：島田泰我）
高校2年生。金髪の派手な見た目と自分の考えを遠慮なく言うために教師から目をつけられている。
朝葉が青年期失顔症だと最初に気づいてから、何かと細やかな気遣いをしている。
間宮朝葉（まみや あさは）
演 - 渡邉美穂
聖の同級生。女子バスケ部所属。責任感が強い優等生で、周囲から何かと頼られやすい。
メンバー同士や顧問との間の調整役となっている。ある日突然「青年期失顔症」を発症してしまう。

#### 平明高校
聖たちの通う学校。
金守杏里（かなもり あんり）
演 - 田辺桃子
朝葉のクラスメイト。バスケ部では一番の友人。ムードメーカー的存在。
中条月加（なかじょう つきか）
演 - 新井美羽
1年生。朝葉の後輩。青年期失顔症を発症している。よく寝不足で倒れて保健室に運ばれてくる。
桑野仁
演 - 水橋研二
女子バスケ部の顧問。指導に熱が入りすぎて、部員たちへ威圧的に指導している。
雨村叶乃（あめむら かなの）
演 - 瀬戸朝香
高校の養護教諭（保健室の先生）。聖とは昔からの知り合い。青年期失顔症となった朝葉を優しく見守る。
中条光
演 - 河村ここあ
月加の妹。
若菜
演 - 福室莉音
2年生。バスケ部員。
薫
演 - 水瀬紗彩耶
2年生。バスケ部員。
朋美
演 - 愛来
2年生。バスケ部員。

#### 聖と朝葉の家族・関係者
間宮夕利
演 - 濱田龍臣
朝葉の兄。大学生だが、学校には行かず音楽やバイトをして過ごすことが多い。
間宮葉子
演 - 戸田菜穂
朝葉の母。奔放な兄とは対照的な朝葉を信頼している。
山下祈（やました いのり）
演 - 藤本洸大（幼少期：藤代翔真）
聖の幼なじみ。叶乃の甥。中学時代は聖の水泳仲間だった。

### スタッフ
- 原作 - 丸井とまと『青春ゲシュタルト崩壊』（スターツ出版文庫）
- 監督 - 鯨岡弘識
- 脚本 - 三浦希紗[31][23]
- 音楽 - 牧戸太郎[21][23]
- 主題歌 - マルシィ「青空」（UNIVERSAL SIGMA）[11]
- 製作総指揮 - 加藤幸二郎、中島隆介[23]
- 製作 - 長濱薫、小金澤剛康、菊地修一、中村直樹、奥村景二、佐藤康文[23]
- エグゼクティブプロデューサー - 永井英樹[23]
- 企画・プロデュース - 横山祐子[21][23]
- プロデューサー - 伊藤聖[21][23]
- 共同プロデューサー - 木口洋介[23]
- 撮影 - 玉田詠空[23]
- 照明 - 友田直孝[23]
- 録音 - 小牧将人[23]
- 装飾 - 佐藤希[23]
- 編集 - 和田剛[23]
- VFXスーパーバイザー - 西村了[23]
- 選曲 - 原田慎也[23]
- 音響効果 - 茂野敦史[23]
- 整音 - 田中俊[23]
- Recording Engineer - 浜田純伸[23]
- カラリスト - 大嶋“隊長”俊之[23]
- 記録 - 稲葉明子[23]
- 衣装 - 高橋菜摘、藤原優花[23]
- ヘアメイク - 岩根あやの、土井彩菜[23]
- 持道具 - 日座一恵[23]
- 助監督 - 新谷和弥人[23]
- 制作担当 - 内藤諭[23]
- 配給 - NAKACHIKA PICTURES[31][23]
- 制作プロダクション - AX-ON[31]
- 制作協力 - unicos
- 製作 -「青春ゲシュタルト崩壊」製作委員会（AX-ON、NAKACHIKA PICTURES、スターツ出版、テレビ東京メディアネット、日本出版販売、アイ・エヌ・ジー）[31]